# Tōkyō Geijutsu Daigaku

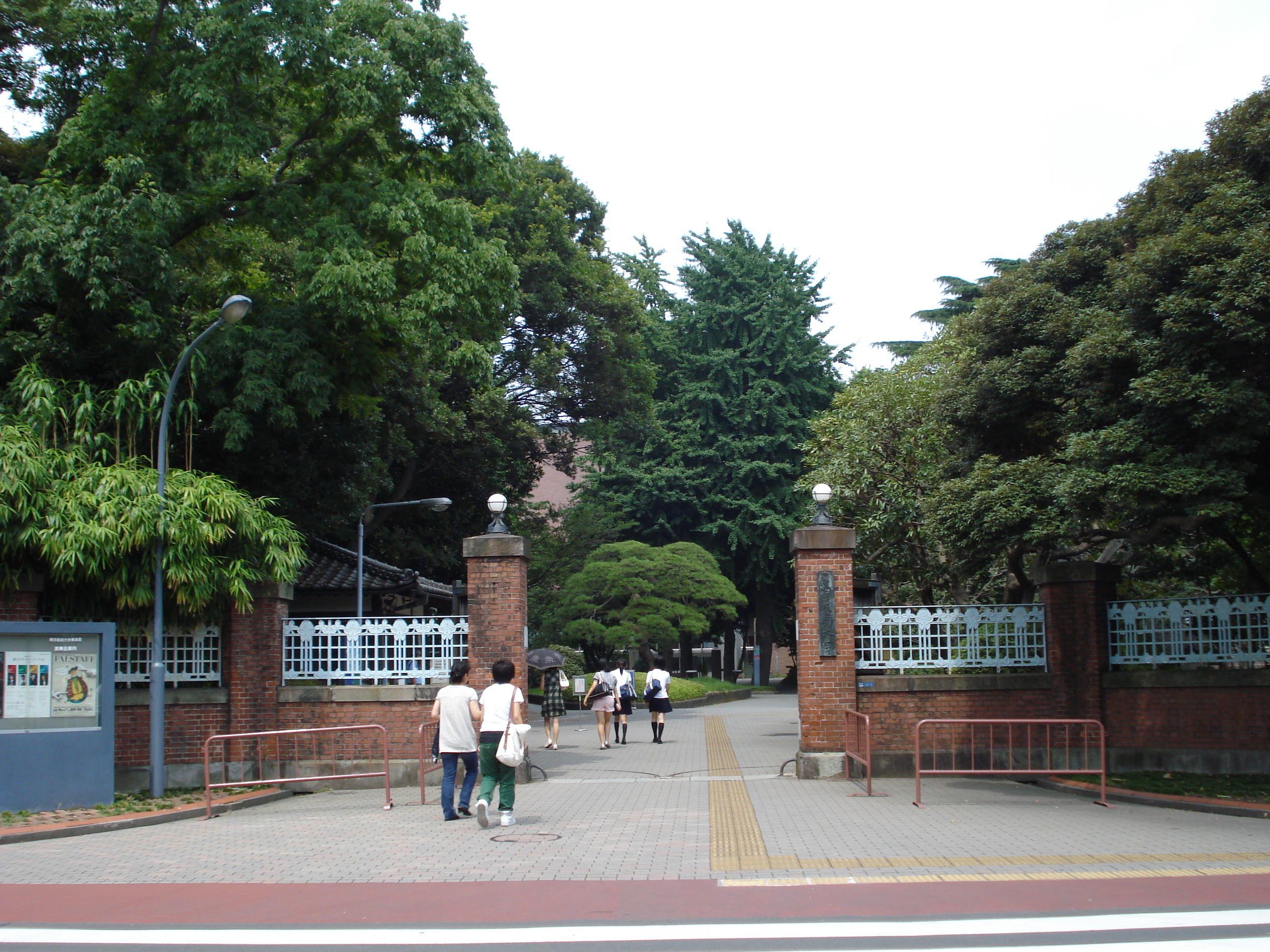
Eingangstor der Tōkyō Geidai, Tokio (2008)

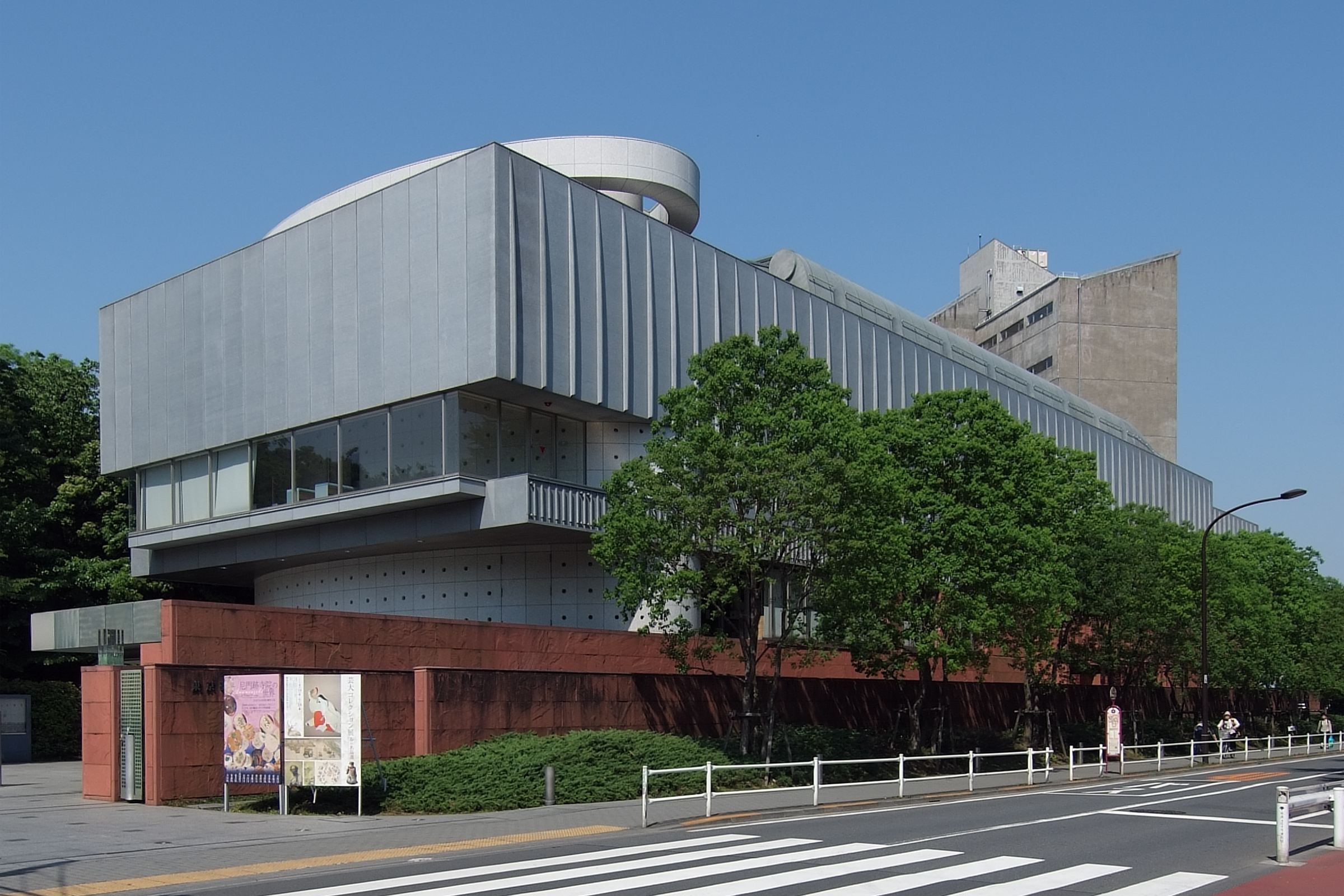
University Art Museum in Omonma, Toride (2009)

Die Tōkyō Geijutsu Daigaku (japanisch 東京藝術大学 „Universität der Künste Tokio“, englisch Tokyo University of the Arts), kurz Tōkyō Geidai, ist eine 1887 gegründete Kunsthochschule in Tokio. Sie ist die renommierteste Ausbildungsstätte für Musiker und Künstler in Japan. Präsident seit 2022 ist Katsuhiko Hibino (日比野克彦 Hibino Katsuhiko). (Stand: Februar 2024)
Die Hochschule verfügt über vier Campus:
- Ueno-Campus (上野キャンパス) im Taitō-ku, Präfektur Tokio
- Senju-Campus (千住キャンパス) im Adachi-ku, Präfektur Tokio
- Toride-Campus (取手キャンパス) in Omonma, Toride, Präfektur Ibaraki[Fn. 1]
- Yokohama-Campus (横浜キャンパス) im Naka-ku, Yokohama, Präfektur Kanagawa

Die Universität hat ein eigenes Kunstmuseum auf dem Hochschulgelände von in Omonma – das University Art Museum der Tokyo University of the Arts (東京藝術大学大学美術館).

## Geschichte
Die heutige Hochschule entstand 1949 durch den Zusammenschluss der beiden 1887 gegründeten Vorläuferinstitutionen Tōkyō Bijutsu Gakkō (東京美術学校, dt. „Kunstakademie Tokio“) und Tōkyō Ongaku Gakkō (東京音楽学校, dt. „Konservatorium Tokio“).
2008 änderte die Universität ihren englischen Namen von Tokyo National University of Fine Arts and Music in Tokyo University of the Arts.

## Bekannte Professoren und Studenten
- Yoshitoshi Abe (* 1971), japanischer Künstler
- Tatsu Aburaya (1886–1969), japanischer Maler (Yōga) und Verleger
- Makoto Aida (* 1965), japanischer Künstler
- Yuuko Amanuma (* 1955), japanische Dirigentin und Komponistin
- Shigeru Aoki (1882–1911), japanischer Maler
- Kenjirō Azuma (1926–2016), japanischer Bildhauer
- Hubert Bradel (1920–2002), deutscher Hornist
- Johannes Eidt (* 1936), deutscher Grafiker
- Kenji Ekuan (1929–2015), japanischer Industriedesigner
- Mihoko Fujimura, japanische Opernsängerin
- Takeji Fujishima (1867–1943), japanischer Maler
- Tsuguharu Foujita (1886–1968), japanisch-französischer Maler und Grafiker
- Ingo Günther (* 1957), deutscher Medienkünstler
- Taro Hakase
- Gahō Hashimoto (1835–1908), japanischer Maler (Nihonga)
- Meiji Hashimoto (1904–1991), japanischer Maler (Nihonga)
- Masaaki Hayakawa (1934–2024), japanischer Komponist und Dirigent
- Kaii Higashiyama (1908–1999), japanischer Landschaftsmaler (Nihonga)
- Ikuo Hirayama (1930–2009), japanischer Maler (Nihonga)
- Taku Iwasaki (* 1968), japanischer Komponist
- Manavu Ikeda (* 1973), japanischer Künstler
- Gyokushō Kawabata (1842–1913), japanischer Maler (Nihonga)
- Takeshi Kitano (* 1947), japanischer Regisseur und Schauspieler
- Kei Koito (* 1950), japanische Organistin
- Tetsurō Komai (1920–1976), japanischer Maler und Graphiker
- Takashi Kono (1906–1999), japanischer Grafiker
- Michiko de Kowa-Tanaka (1909–1988), japanische Schauspielerin und Sängerin
- Morikazu Kumagai (1880–1977), japanischer Maler
- Kiyoshi Kurosawa (* 1955), japanischer Regisseur
- Teizō Matsumura (1929–2007), japanischer Komponist
- Paul Meisen (1933–2020), deutscher Flötist
- Takashi Murakami (* 1962), japanischer Künstler
- Mami Nagata (* 1987), japanische Organistin
- Koide Narushige (1887–1931), japanischer Maler
- Esther Nyffenegger (* 1941), Schweizer Cellistin, von 1983 bis 1986 Professorin an der Kaiserlichen Musikhochschule[4]
- Norio Ōga (1930–2011), Japaner, Musikstudium, später Geschäftsmann (Sony)
- Kensuke Ohira (* 1986), japanischer Organist
- Shikanosuke Oka (1898–1978), japanischer Maler
- Kenzo Okada (1902–1982), japanischer Maler
- Saburōsuke Okada (1869–1939), japanischer Maler
- Tarō Okamoto (1911–1996), japanischer Künstler
- Teiichi Okano (1878–1941), japanischer Komponist, Musikpädagoge und Organist
- Kakuzō Okakura (1862–1913), japanischer Kunstkritiker und Lehrer
- Hiroshi Ōnishi (1961–2011), japanischer Maler und Hochschullehrer
- Arrigo Pola (1919–1999), italienischer Tenor und Hochschullehrer
- Yūzō Saeki (1898–1928), japanischer Maler
- Ryuichi Sakamoto (1952–2023), japanischer Komponist
- Katsuzō Satomi (1895–1981), japanischer Maler
- Michael Schneider (* 1967), österreichischer Künstler
- Yasushi Sugiyama (1909–1993), japanischer Maler (Nihonga)
- Masaaki Suzuki (* 1954), japanischer Dirigent
- Yoshi Takahashi (1943–1998), japanischer Maler und Grafiker
- Rentarō Taki (1879–1903), japanischer Komponist
- Hiroshi Teshigahara (1927–2001), japanischer Filmregisseur
- Hiroshi Wakasugi (1935–2009), japanischer Dirigent
- Kazuki Yamada (* 1979), japanischer Dirigent
- Akira Yamaguchi (* 1969), japanischer Künstler
- Kanae Yamamoto (1882–1946), japanischer Maler
- Sōtarō Yasui (1888–1955), japanischer Maler
- Taikan Yokoyama (1868–1958), japanischer Maler
- Tetsugorō Yorozu (1885–1927), japanischer Maler
- Yun Sim-deok (1897–1926), koreanische Sopranistin

## Fußnote
1. ↑  
Der Toride-Campus (取手キャンパス) in Omonma, Präfektur Ibaraki mit dem Universitätskunstmuseum ist gleichzeitig der größte aller vier Campus.

Koordinaten: 35° 43′ 10″ N, 139° 46′ 20″ O